# Arukku
Arukku és un nom persa (elamita Har-ri-u-uk-qa = Har(r)iuwukka) que vol dir "Ambar de Persèpolis" i deriva de l'antic persa Arya(v)uka o en contracció AryūÂ¦ka. El personatge més notable que el va portar fou:
- Arukku (príncep), fill de Cir I d'Anshan